# Соломоново море
Соломоново море је део јужног Тихог океана између Нове Гвинеје, острва Нова Британија и Соломонових острва. На северу га са Бизмарковим морем спаја мореуз Витјаз, а на југу, границу са Коралним море представља архипелаг Лујади (енгл. Louisiade Archipelago).
Захвата површину од 720.000 km². Највећа дубина је 9.140 метара. Шелф је развијен само уз обалу Нове Гвинеје. Температура површинског слоја воде износи 25—28 °C. Салинитет износи 34,5‰. Амплитуда морских мена је 2 метра.
Први Европљанин који је пловио Соломоновим морем био је шпански морепловац Алваро де Мендања и то 1567. године.
У Другом светском рату у јужном делу вођена је велика поморско-ваздушна битка између јапанских и америчких снага. Море је добило назив према Соломону, библијском краљу Израела. 

## Опсег
Међународна хидрографска организација дефинише границе Соломонског мора на следећи начин:

На северозападу. До југоисточне границе Бизмарковог мора [линија од јужне тачке Нове Ирске дуж паралеле 4°50' јужно до обале Нове Британије, дуж њене северне обале и одатле линија од њеног западног екстрема кроз северну тачку острва Умбои до тачке Телијата, Нова Гвинеја (5° 55′ S 147° 24′ E / 5.917° Ј; 147.400° И)].
На североистоку. Линијом од јужне тачке Нове Ирске до северне тачке острва Бука, преко овог острва до северозападне тачке острва Бугенвил, дуж јужне обале Бугенвила, Чоисел [Чоисеул], Изабел [Санта Изабел], Малајта и Сан Кристобал [Макира] острва.
На југу. Северна граница Коралног мора између острва Сан Кристобал, Соломонских острва и острва Гадо-Гадоа, крај југоисточног екстрема Нове Гвинеје [острво Гадо-Гадоа близу његовог југоисточног екстрема (10° 38′ S 150° 34′ E / 10.633° Ј; 150.567° И), низ овај меридијан до линије од 100 хвати, а одатле дуж јужних ивица гребена Улума (Саклинга) и оних које се протежу на исток све до југоисточне тачке гребена Лавик (11° 43.5′ S 153° 56.5′ E / 11.7250° Ј; 153.9417° И) од острва Тагула [Ванатинај], одатле линија до јужног краја острва Ренел и од његове источне тачке до рта Сурвил, источног краја острва Сан Кристобал].
На југозападу. Уз обалу Нове Гвинеје и линију од њене најјугоисточније тачке кроз архипелаг Луизијаде до острва Росел.

## Најдубља тачка
Соломонско море отприлике одговара Соломонској морској плочи, тектонској карактеристици, укључује ров Нове Британије, и достиже своју максималну дубину на 29,988 стопа (9,140 m) испод нивоа мора у Планети Дип.